# Amylka oliwkowa

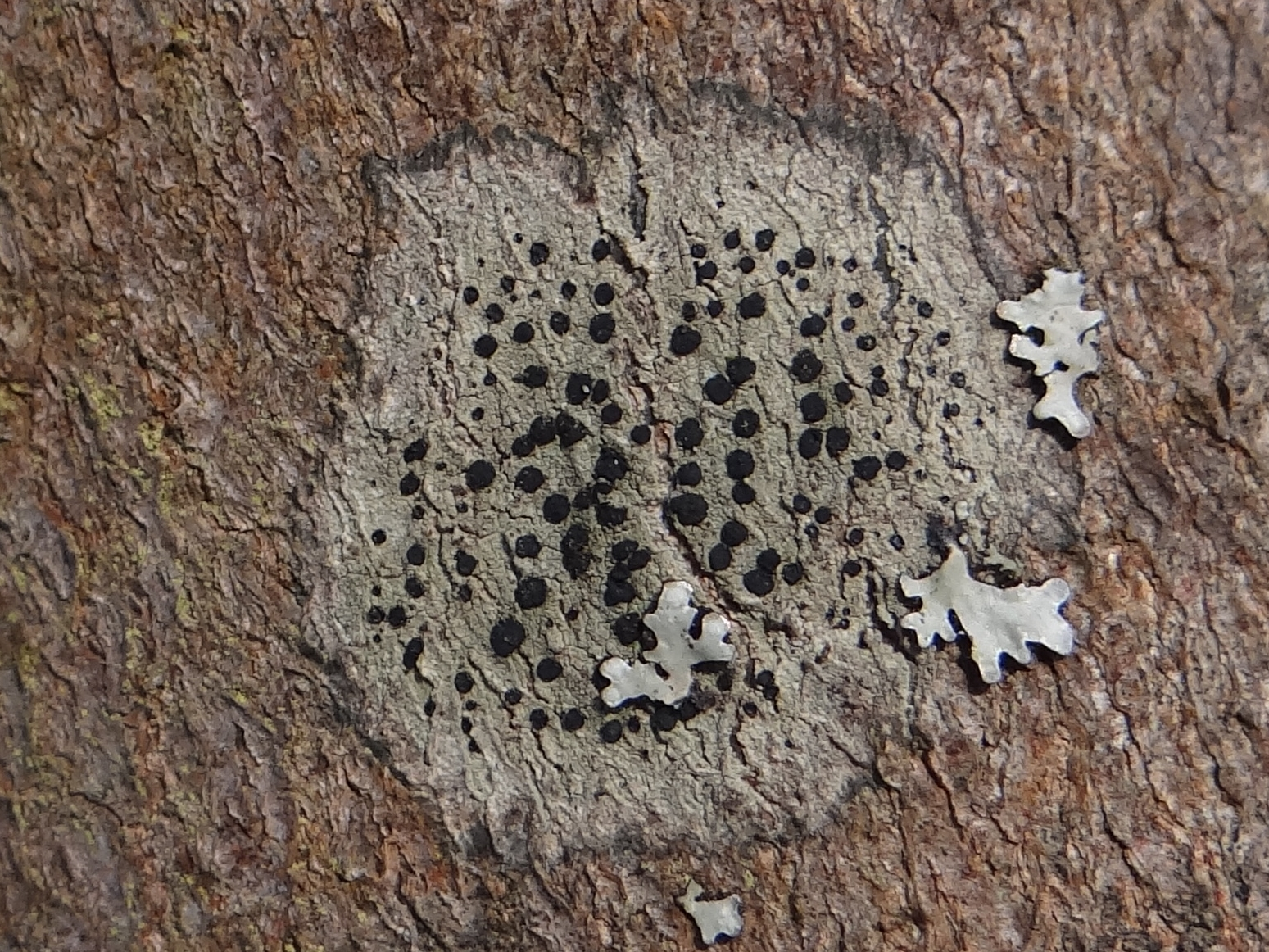

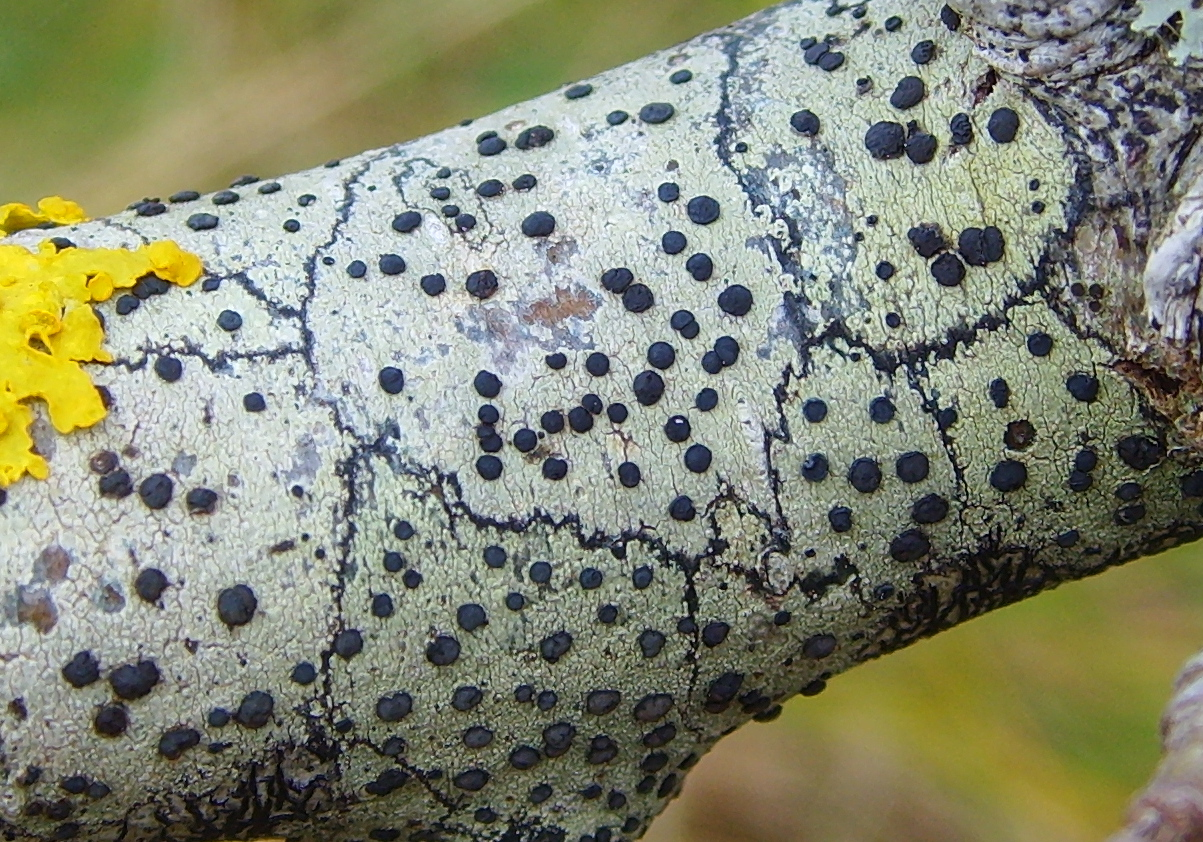

Amylka oliwkowa, krążniczka oliwkowa (Lecidella elaeochroma (Ach.) M. Choisy) – gatunek grzybów z rodziny misecznicowatych (Lecanoraceae). Ze względu na współżycie z glonami zaliczany jest do grupy porostów.

## Systematyka i nazewnictwo
Pozycja w klasyfikacji według Index Fungorum: Lecidella, Lecanoraceae, Lecanorales, Lecanoromycetidae, Lecanoromycetes, Pezizomycotina, Ascomycota, Fungi.
Po raz pierwszy takson ten zdiagnozował w roku 1803 Erik Acharius nadając mu nazwę Lecidea parasema var. elaeochroma  (odmiana jednego z gatunków misecznicy). Obecną, uznaną przez Index Fungorum nazwę nadał mu w roku 1950 M. Choisy. 
Niektóre synonimy nazwy naukowej:

- Biatora olivacea (A. Massal.) Hepp 1853
- Lecidea elaeochroma (Ach.) Ach.1814
- Lecidea flavens (Nyl.) Nyl. 1896
- Lecidea glomerulosa (DC.) Steud. 1824
- Lecidea olivacea A. Massal. 1852
- Lecidea parasema var. elaeochroma Ach. 1803
- Lecidella glomerulosa (DC.) M. Choisy 1975
- Lecidella olivacea (A. Massal.) Hazsl. 1859
- Lichen glomerulosus (DC.) Lam. 1813
- Patellaria glomerulosa DC. 1805
- Verrucaria olivacea Hoffm. 1796

Nazwa polska według W. Fałtynowicza.

## Charakterystyka
Plecha skorupiasta o zarysie okrągłym lub eliptycznym i grubości do 0,5 mm, rzadko do 1 mm. Powierzchnia gładka, nierówna, chropowata lub brodawkowata, o barwie białawej, szarej, żółtawej lub oliwkowozielonej. Często przedplesze jest ciemniejsze. Brak urwistków i izydiów. Hypotecjum czerwonobrunatne lub żółtobrunatne, czasami z kryształkami. Epihymenium zielonoczarniawe, niebiesko zielone lub szaro-niebieskie, rzadko oliwkowe, zwykle bez kryształów. Obłocznia bezbarwna,  o grubości 55–105 μm z prostymi, rozgałęzionymi lub rzadko anastomozującymi wstawkami.
Licznie występują owocniki typu apotecjum. Mają średnicę 0,5–1,5 mm, kształt kolisty, kanciasty lub nieregularny, tarczki czarne lub ciemnobrązowe. Brzeżki początkowo są dosyć grube, później cienkie i dość często zanikają. W jednym worku powstaje po 8 jednokomórkowych zarodników. Są hialinowe, elipsoidalne do szerokoelipsoidalnych, o gładkich i grubych ścianach. Mają rozmiar 9–19 × 4,5–10 μm. Pyknidiów brak.
Reakcje barwne: plecha na powierzchni K +, KC + żółty, C + pomarańczowy, żółty P + żółty. Zawiera liczną gamę związków chemicznych zaliczanych do metabolitów wtórnych, m.in.: kwas methylthiophaniowy, thiophanic, atranorin, chloroatranorin, isoarthothelin i asemon. Stwierdzono występowanie kilku chemotypów, które różnią się składem metabolitów wtórnych.

## Występowanie i siedlisko
Stwierdzono występowanie w Ameryce Północnej, Europie i Australii. W Polsce jest gatunkiem pospolitym na obszarze całego kraju.
Rośnie na korze drzew i na drewnie, głównie drzew liściastych, rzadko iglastych. Spotykany jest zarówno na drzewach rosnących samotnie (a więc o korze lepiej oświetlonej), jak i na drzewach w lesie.